# Jean Godinot
Pour les articles homonymes, voir Godinot.

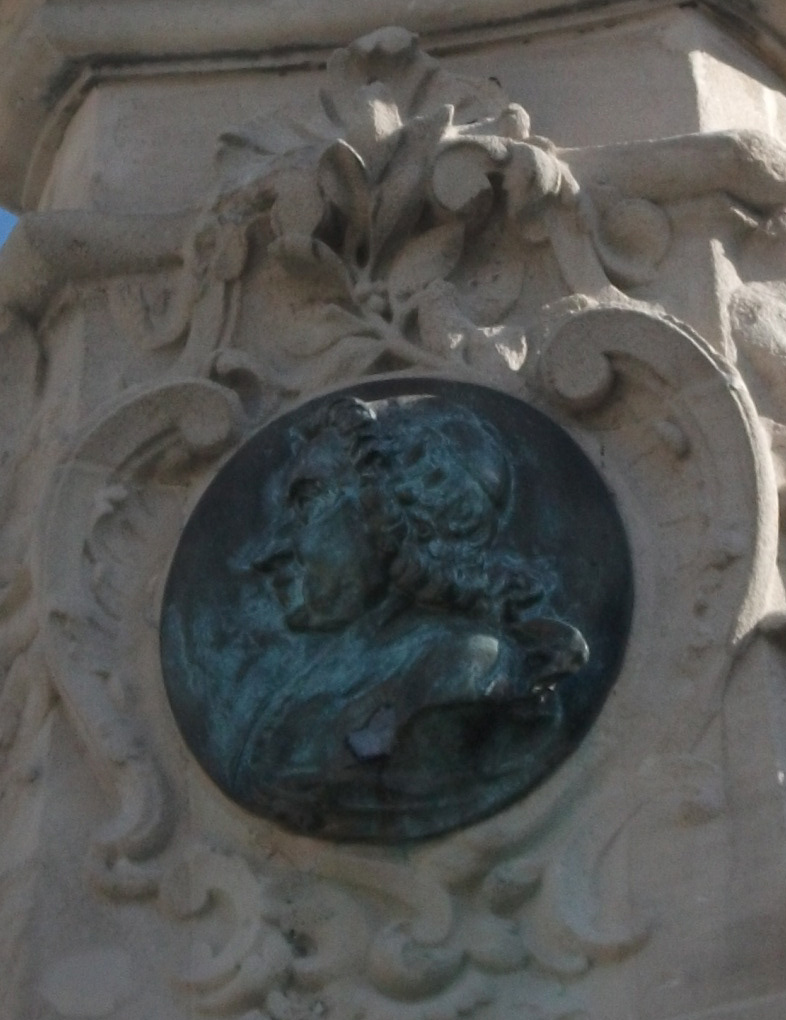
Médaillon sur le monument que porte la fontaine à son nom.

Jean Godinot dit chanoine Godinot (1661-1749) était un religieux catholique français, vigneron champenois et un bienfaiteur de la ville de Reims.

## Biographie
Il est né à Reims le 21 juillet 1661 et fit ses études chez les Jésuites de la ville. Il était chanoine de l'église st-Symphorien puis de la cathédrale de la ville en 1692, puis supérieur du Séminaire. Il part à Paris comme grand vicaire de la Sainte-Chapelle avant de revenir à Reims comme vicaire général de l'abbaye Sainte-Nicaise. Comme janséniste, il est exclu du chapitre et va alors se consacrer à la culture de ses vignes dans la région. Il s'enrichira grâce à la vente de ses vins fins et consacrera une grande partie de sa fortune à des œuvres de bienfaisance : création d'écoles chrétiennes gratuites, fondation de l'« hôpital des cancérés », premier hôpital au monde pour cancéreux, assainissement de la ville et création de plusieurs fontaines publiques. Ses dons permirent aussi l'embellissement du chœur de la cathédrale de Reims.
Un traité, Manière de cultiver la vigne et de faire le Vin en Champagne paru non signé en 1718 lui est habituellement attribuémais sa paternité de l'ouvrage fut remise en doute récemment.
Il meurt à Reims le 15 avril 1749 à 88 ans.

## Hommages
- Une fontaine, toujours visible aujourd'hui, a été érigée en 1843 sur la place de Saint-Pierre-les-Dames, la statue se trouve actuellement avenue Bonaparte à Tinqueux en son honneur.
- Une seconde fontaine fut érigée en son honneur en 1903 sur la même place de Saint-Pierre-les-Dames, place qui fut renommée place Godinot et elle est de style Rococo.
- Le centre régional de lutte contre le cancer de Reims porte aussi le nom du chanoine (Institut Jean-Godinot).
- La pompe de relevage des eaux située rue de Taissy et qui alimentait les fontaines de la ville lui fut dédiée par Jean-Louis Levesque de Pouilly.
- Une plaque au bord de la Place Saint-Timothée à Reims.

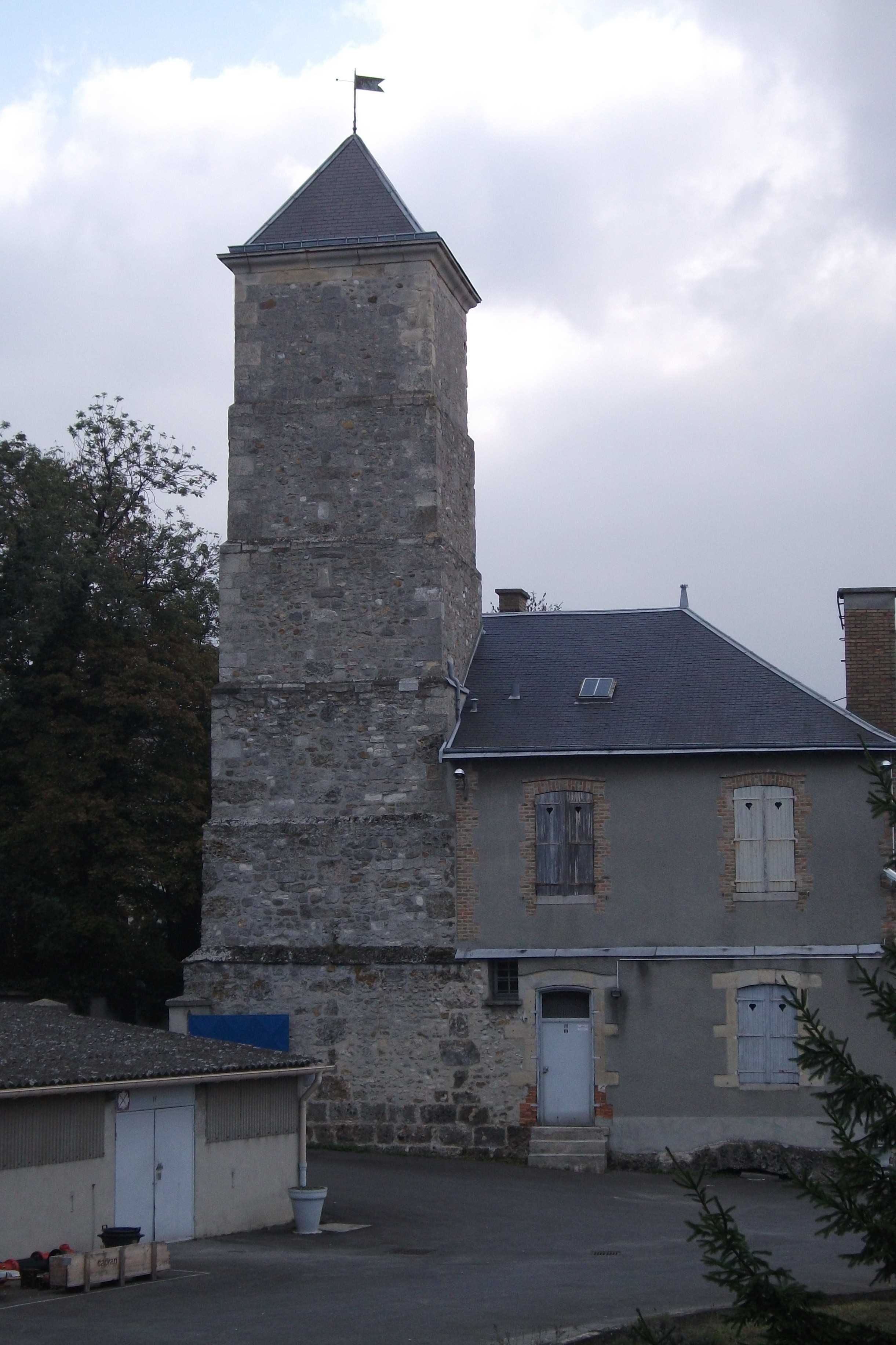
Pompe à eau Reims dédicacée à Jean Godinot.
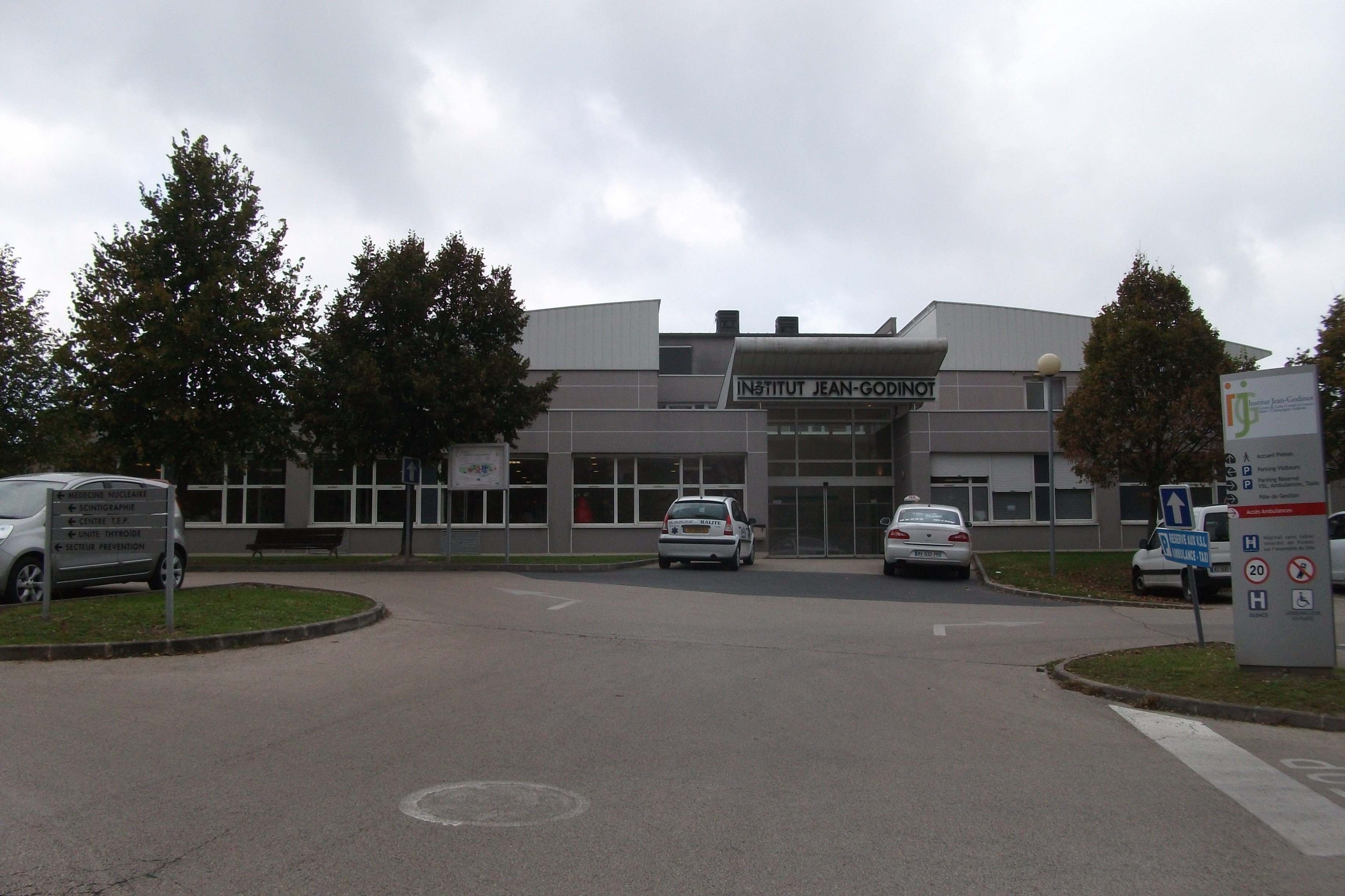
entrée de l'institut Jean Godinot.
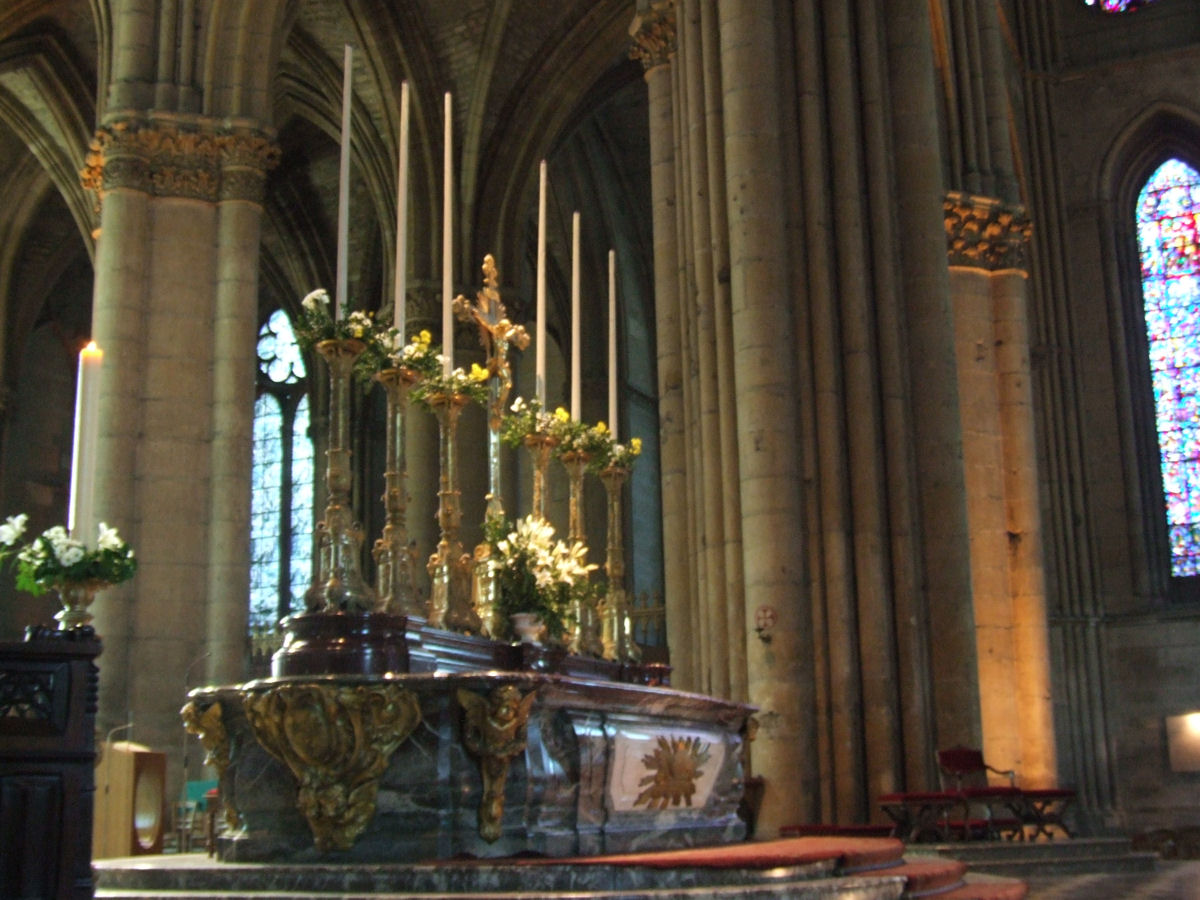
maitre autel de la cathédrale offert par Jean Godinot.
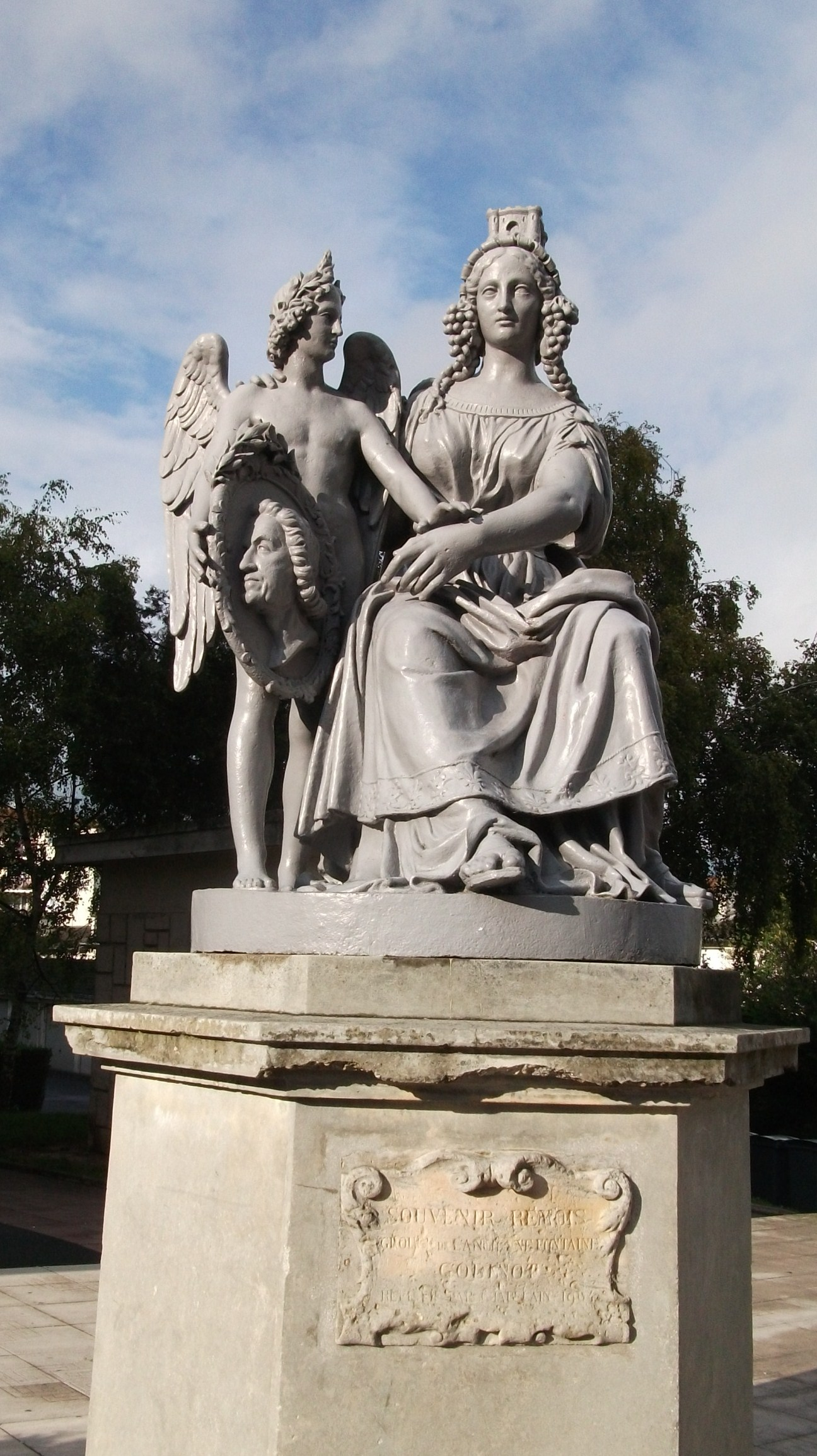
statuaire de l'ancienne fontaine.
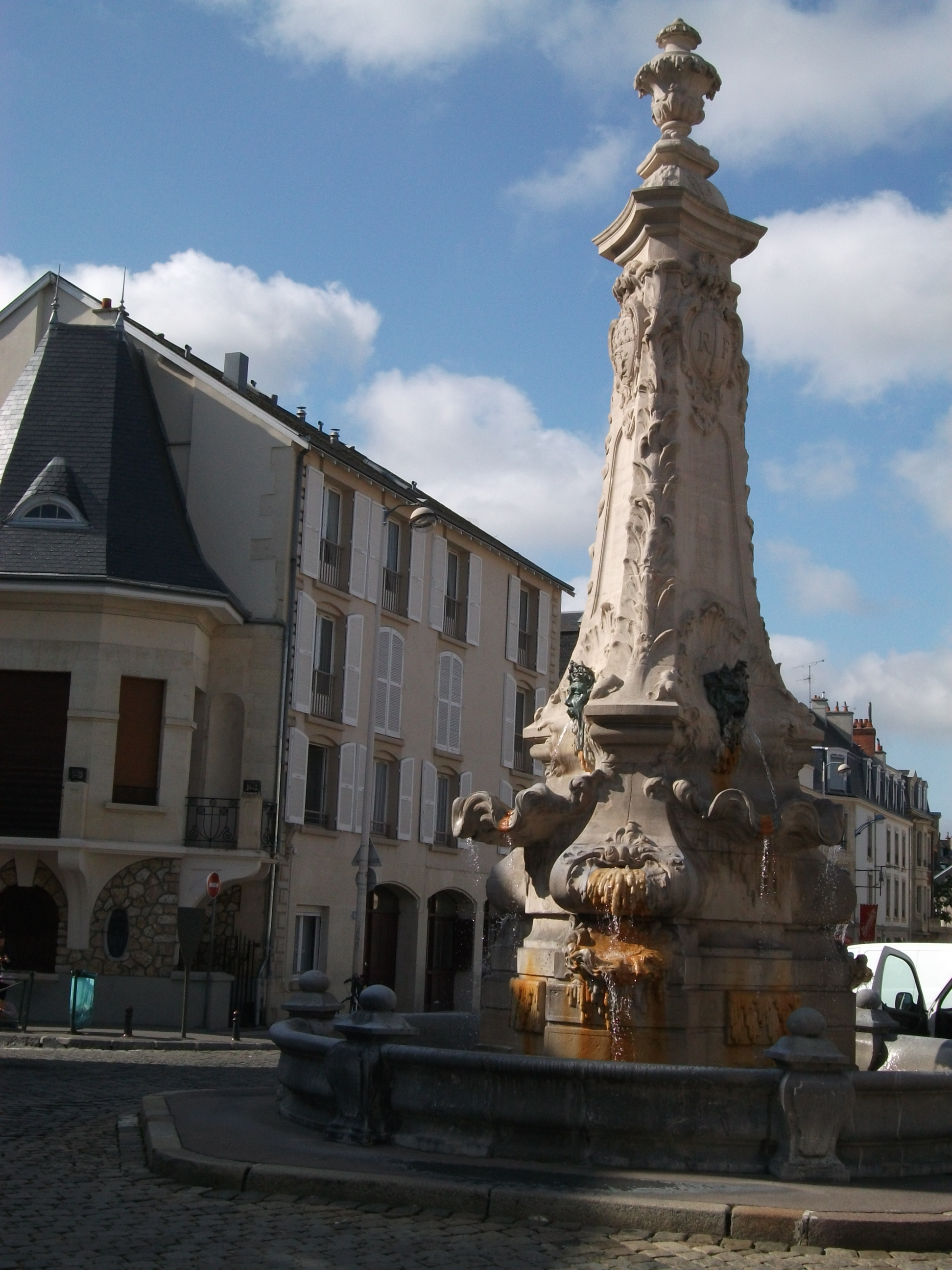
Fontaine Godinot.